# Deutsche Fußballmeisterschaft 1913/1914
Dvanáctý ročník Deutsche Fußballmeisterschaft (Německého fotbalového mistrovství) se konal od 3. května do 31. května 1914.
Turnaje se zúčastnilo osm klubů. Vítězem turnaje se stal poprvé ve své historii klub SpVgg Greuther Fürth, který porazil ve finále obhájce titulu z minulého ročníku VfB Lipsko 3:2 v prodloužení.